# St Oswald’s Church (Askrigg)

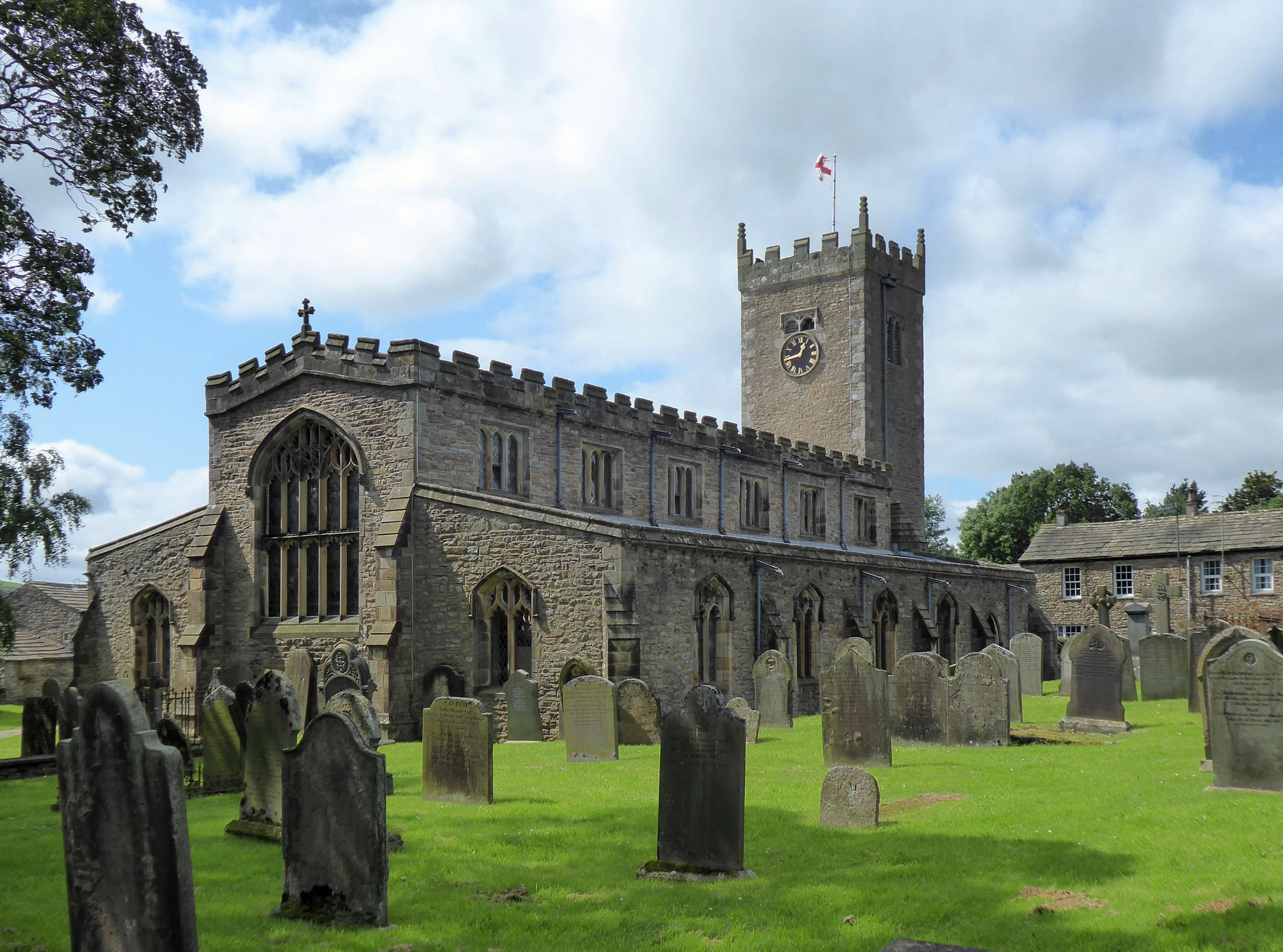
Die Kirche St Oswald’s

Die St Oswald’s Church ist ein anglikanisches Kirchengebäude in der kleinen Ortschaft Askrigg im Wensleydale in North Yorkshire in Großbritannien. Die Kirche ist seit 1969 als Kulturdenkmal der Kategorie Grade I eingestuft.

## Geschichte

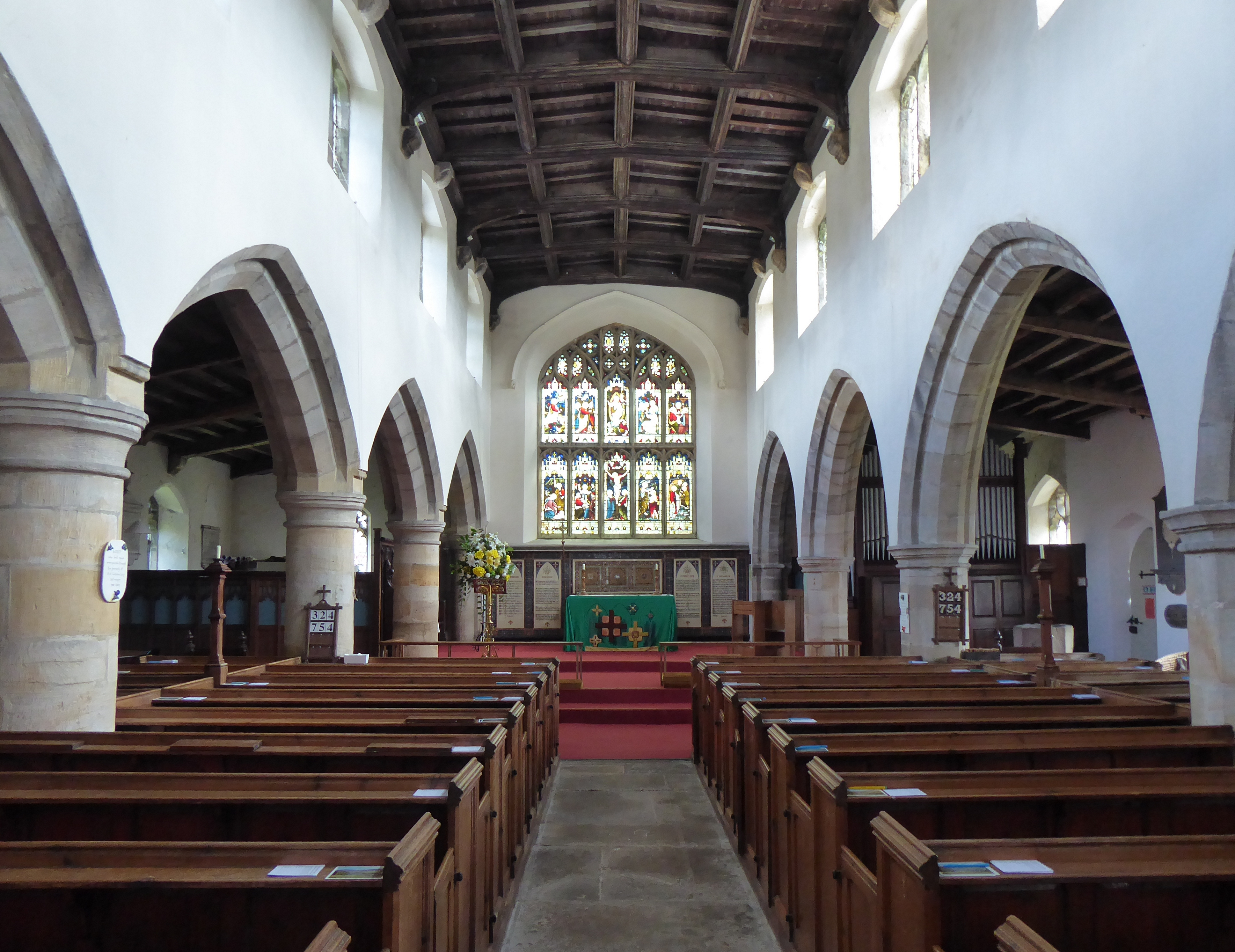
Inneres

Die dem Patrozinium des heiligen Oswald von Northumbria gewidmete Kirche entstand im 15. Jahrhundert als dreischiffige Basilika mit einem vorgesetzten Westturm im spätgotischen Perpendicular Style und geht teilweise auf ältere Bauphasen zurück. Der Chor schließt im Osten gerade und ragt nicht über die Seitenschiffe hinaus. In der Mitte des 19. Jahrhunderts wurde die Kirche grundlegend renoviert und wiederhergestellt und mit neugotischen Türöffnungen und Fenstermaßwerken erneuert. Die Kirche war ab dem Jahr 1977 regelmäßig Drehort als Dorfkirche des fiktiven Ortes Darrowby in der BBC-Fernsehserie Der Doktor und das liebe Vieh.

## Orgel

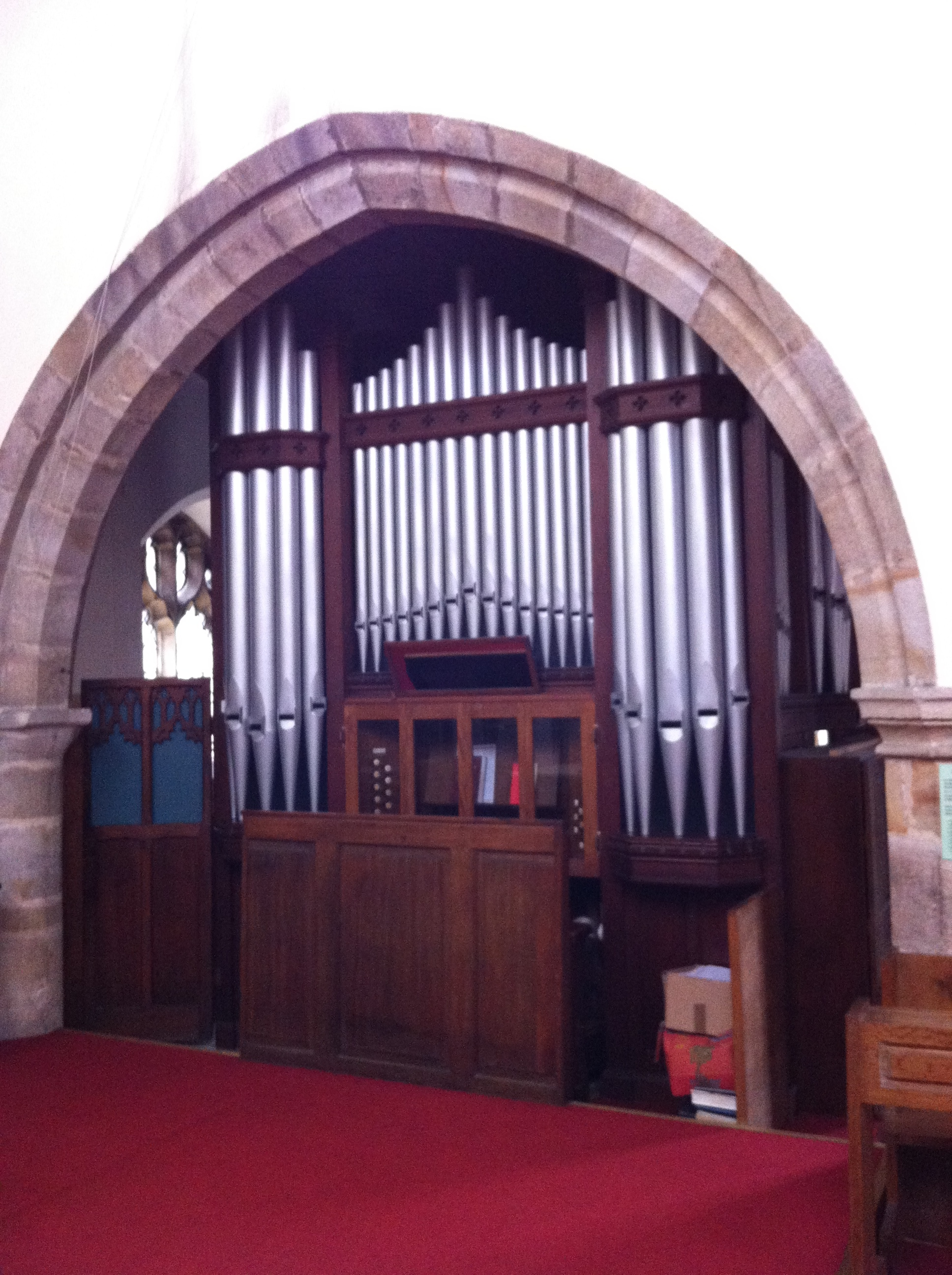
Orgel

Die Orgel wurde 1869 durch die Orgelbauer Forster & Andrews aus Hull errichtet, mit Erweiterungen 1906 durch T. Hopkins & Son aus York. Sie verfügt über 15 Register, die auf zwei Manuale und Pedal verteilt sind. Die Disposition lautet wie folgt:
| I Great C–g3  |       |
| Open Diapason | 8′    |
| Rohr Flute    | 8′    |
| Octave        | 4′    |
| Superoctave   | 2′    |
| Larigot       | 1 ⁄3′ |

| II Swell C–g3           |       |
| Double Stopped Diapason | 16′   |
| Geigen Principal        | 8′    |
| Stopped Diapason        | 8′    |
| Echo Gamba              | 8′    |
| Principal               | 4′    |
| Twelfth                 | 2 ⁄3′ |
| Harmonic Piccolo        | 2′    |
| Horn                    | 8′    |
| Oboe                    | 8′    |
| Tremulant               |       |

| Pedal C– |     |
| Bordun   | 16′ |

- Koppeln: II/I, II/II 4′, I/P, II/P